# 有性空
有性空，又稱法法相空、所有所有空，大乘佛教術語，是一種空性的見解，為四空之一。

## 字源
有性空是一個複合名詞，由有（bhāva）及空性（śūnyatā）兩個名詞合成，其意為，有，是空性的。

## 概論
大般若經中，將十八空等空性見解，歸結為四空，也就是有性空、無性空、自性空與他性空四者。其中，有性空中的有性，或譯為有法，指的是五蘊。五蘊的本質為空性，稱為有性空。